# Trilobozoa
Embranchement
Familles de rang inférieur
- † Albumaresidae
  - † Albumares
  - † Anfesta
  - † Skinnera
- † Tribrachididae
  - † Tribrachidium
- ??
  - † Triforillonia
  - † Rugoconites
  - † Hallidaya
- † Anabaritidae
  - † Anabaritida

classe :
- † Conulata?
  - † Vendoconularia
  - † Emeiconularia
  - † Hexanguloconularida
  - † Conularia

Les Trilobozoa (trilobozoaires en français), c'est-à-dire les « animaux à trois lobes », forment un embranchement fossile d'animaux de la faune de l'Édiacarien, caractérisé par une symétrie cyclique d'ordre trois.
Les plus anciens d'entre eux, les Albumaresidae et les Tribrachididae, avaient l'apparence de coussins circulaires.
Les plus avancés pourraient être les conulariides en forme de « cônes » à trois puis quatre secteurs angulaires. Apparus à la fin de l'Édiacarien, ils ont perduré jusqu'au Trias. Du fait de leur symétrie quadriradiée, on les a longtemps considérés comme des scyphozoaires. Toutefois, l'absence de septa ainsi que la symétrie triradiale de Vendoconularia triradiata, ont poussé certains auteurs à les intégrer parmi les trilobozoaires, que l'on a rapprochés tantôt des Cnidaires, tantôt des Echinodermes, tantôt des Arthropodes.